# Amblyopone michaelseni
Amblyopone michaelseni é uma espécie de formiga do gênero Amblyopone.